# 井上伝蔵
井上 伝蔵（いのうえ　でんぞう、安政元年6月26日（1854年7月20日） - 大正7年（1918年）6月23日）は、秩父事件の中心人物の一人。

## 人物
井上類作の次男として武蔵国下吉田村（のちの埼玉県秩父郡吉田町、現秩父市）に生まれる。幼名は治作。長男が早くなくなったため、商家「丸井」を継ぎ、代々の「伝蔵」を名乗る。商用で上京するうち自由民権運動に共鳴し、自由党に入る。
1884年（明治17年）11月に起きた秩父事件では会計長を務めた。秩父事件敗北後、逃亡。欠席裁判で死刑の判決を受けたが、北海道に潜行していた。北海道石狩で代書屋を開業、1905年（明治38年）「代書人取締規則」の施行で規制が強化され、逃亡中の身であり身分証提出ができず代書業を廃業せざるを得なかった。
伝蔵は1918年（大正7年）、野付牛町（現・北見市）で、秩父から呼びよせた先妻や、変名（伊藤房次郎）のまま結婚した妻と子供に見守られながら波乱に富んだ生涯を閉じた。享年65。死去直前に伝蔵は、子供らに北海道へ来る前のことを語ったという。
伝蔵の生家は1947年（昭和22年）に取り壊され、いまは空き地となりわずかに「井上伝蔵の家」（吉田町教育委員会）という立看板があるだけである。また墓地も道路を挟んだ畑のなかにある。2004年公開の映画『草の乱』撮影に際しては、証言や写真により忠実に再現した生家のセットが作られ、撮影終了後は道の駅龍勢会館脇に移築の上、「秩父事件資料館 井上伝蔵邸」として有料で一般公開されている。
秩父時代の妻はコマ（「古ま」とも）。一子フデの子で孫にあたる女性（1920年生れ）が、地元秩父市に住んでいる。北海道時代の妻は高浜ミキ。その三女の子の男性（1927年生れ）と女性（1925年生れ）が東京都足立区に住んでいる。2003年6月23日には映画『草の乱』の上映を機会に3人の孫が墓参を行っている。
伝蔵は俳句もたしなみ、俳号は、秩父事件の以前は逸井（いっせい）、北海道では柳蛙（りゅうあ）。「想いだすことみな悲し秋の暮」などが残されている。秩父時代の妻コマは浅草の芸者だった。東京都板橋区の養育院（養老院）で死去している。